# Gabarnaudia betae
Gabarnaudia betae är en svampart som först beskrevs av Delacr., och fick sitt nu gällande namn av Samson & W. Gams 1974. Gabarnaudia betae ingår i släktet Gabarnaudia och familjen Ceratocystidaceae.   Inga underarter finns listade i Catalogue of Life.